# موزه استخوان‌شناسی اکلاهما
موزه استخوان‌شناسی اوکلاهما یک موزه عمومی است که برای نمایش و مطالعه جمجمه و اسکلت انواع جانوران از سراسر جهان، تأسیس شده‌است. این موزه در اکتبر ۲۰۱۰ در شهر اکلاهما سیتی به‌طور رسمی و برای بازدید مردم افتتاح گردید. تأسیس این موزه آرزوی دیرینه بنیان‌گذار آن جی ویلمارت بوده‌است. وی این نمونه‌ها را در طول بیش از سی سال فعالیت در این زمینه، تهیه و جمع‌آوری کرده‌است. در حال حاضر این موزه دارای تقریباً ۱۰۰۰۰ مدل استخوانی از بیش از ۲۵۰۰ گونه از پستانداران، پرندگان، خزندگان، دوزیستان و ماهی‌ها است.

## نگارخانه

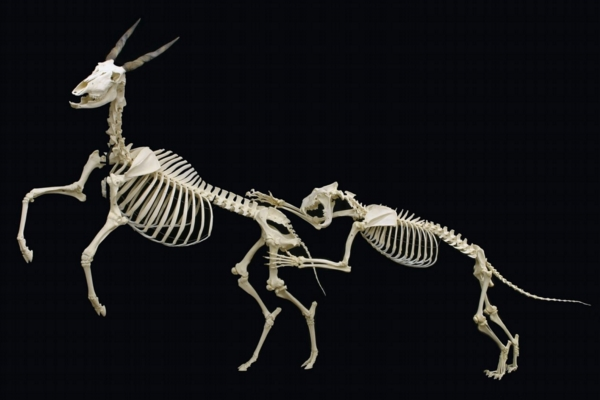
شیر آفریقایی در حال حمله به یک آنته‌لوپ
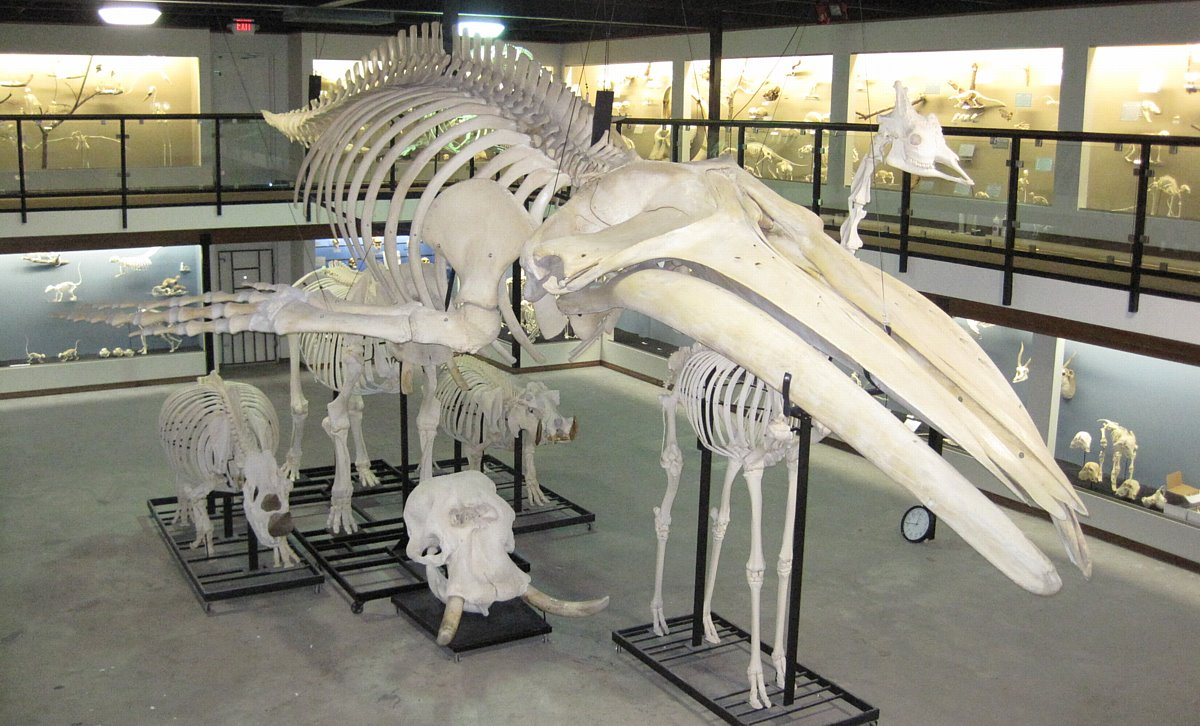
اسکلت نهنگ
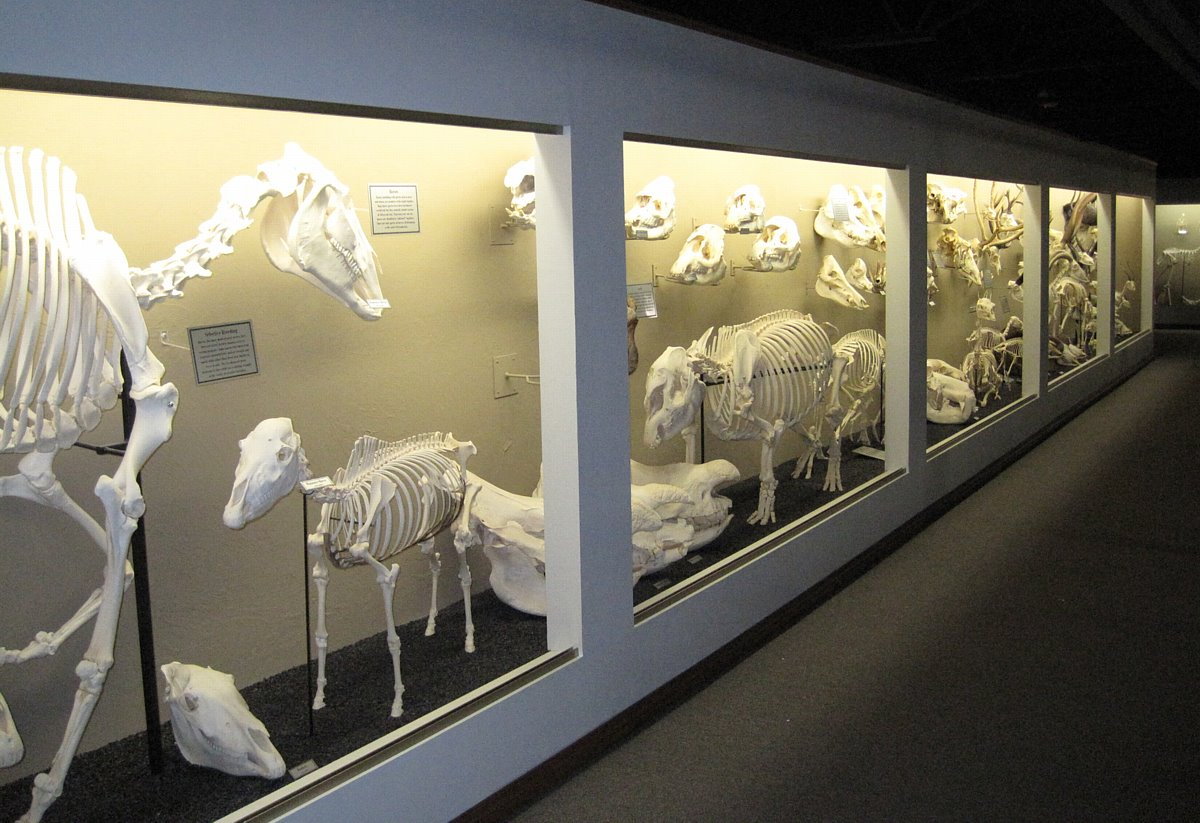
سم‌داران گوناگون
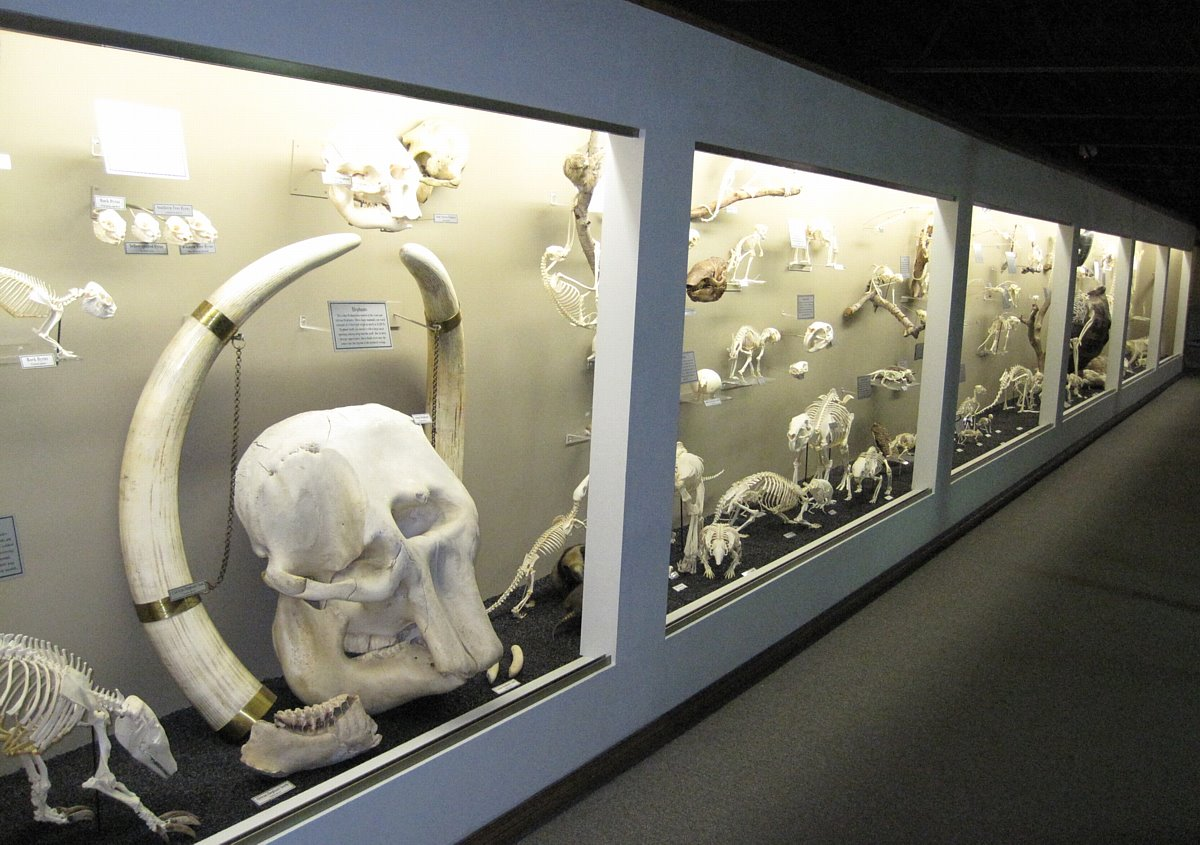
جانوران گوناگون
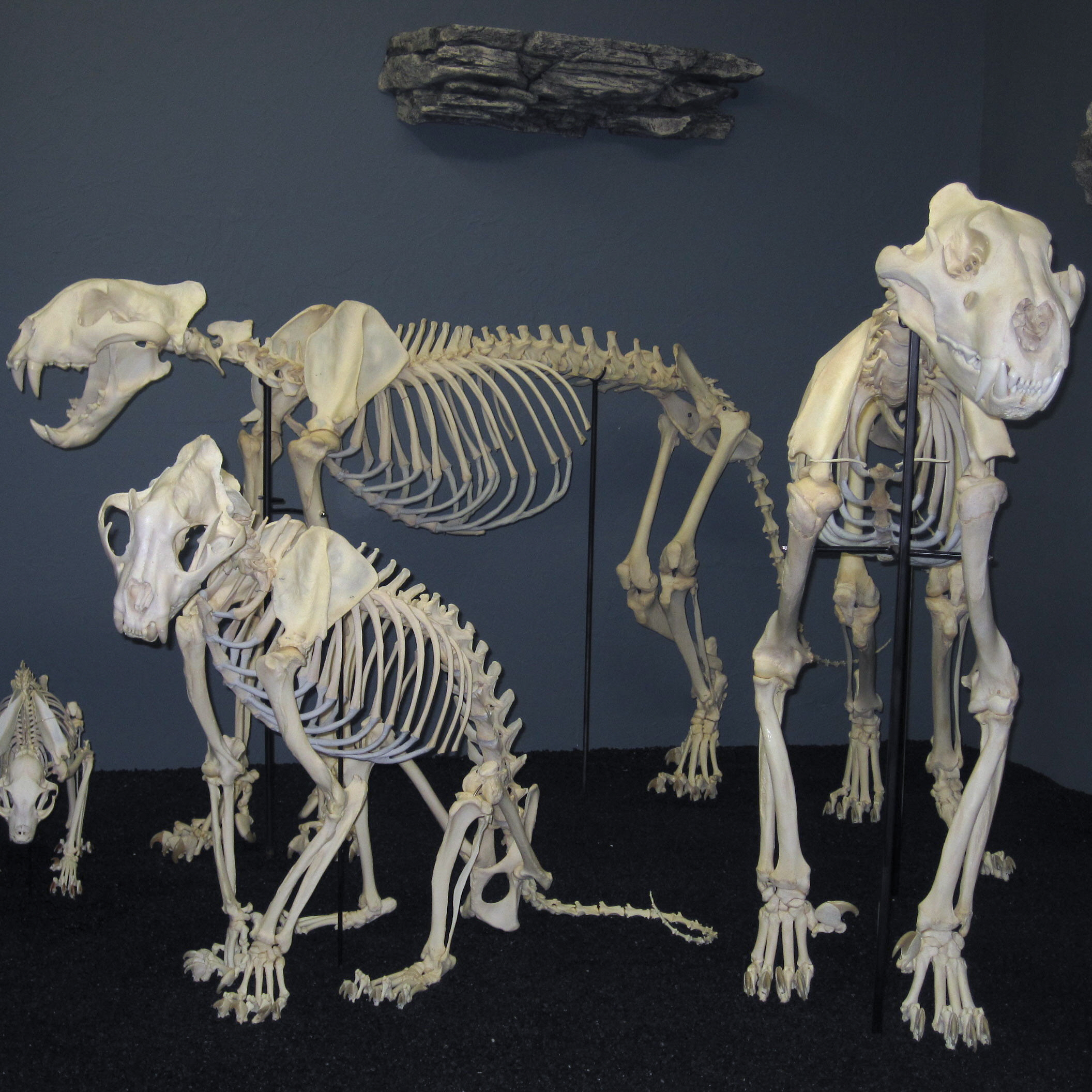
گربه‌سانان بزرگ
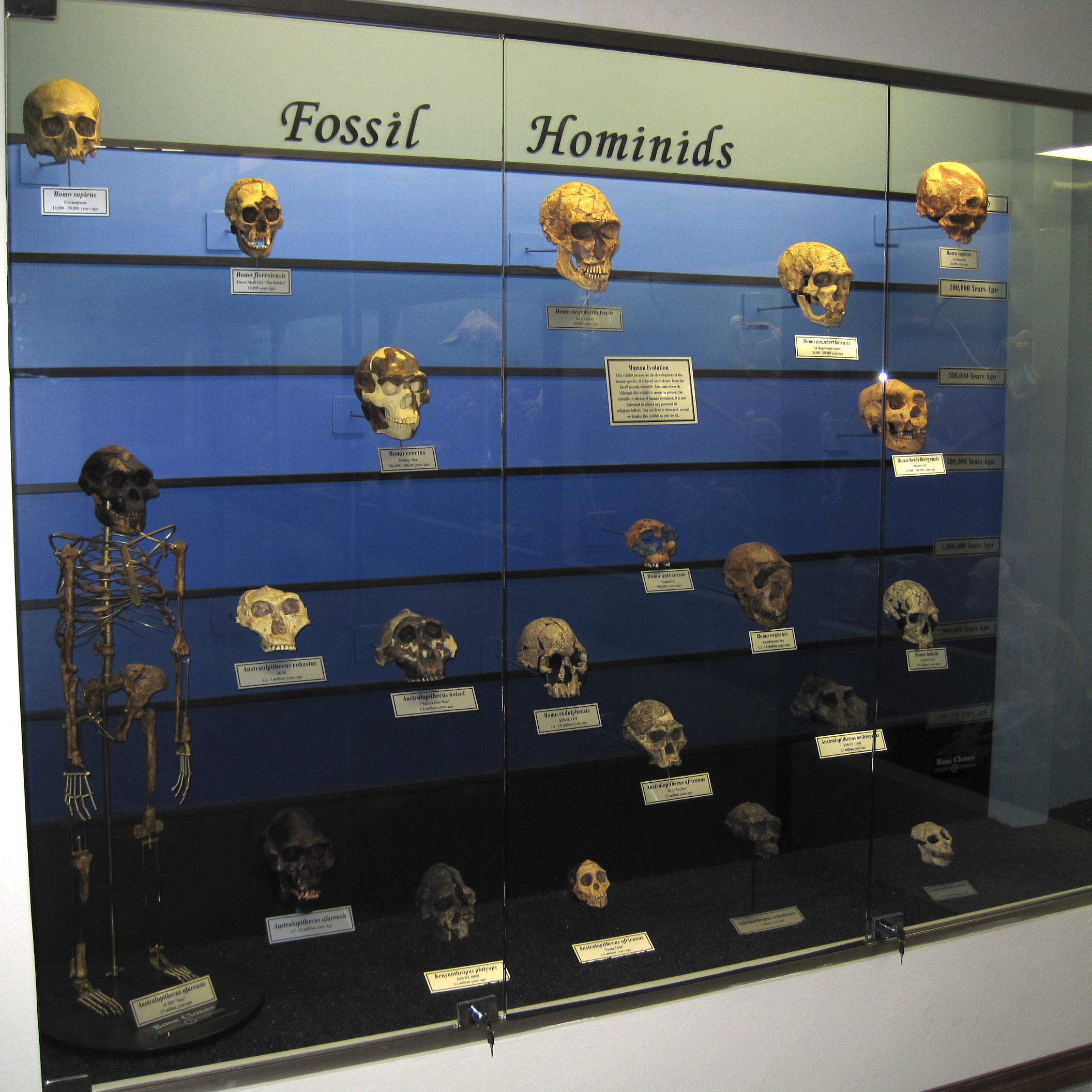
فسیلهای تاریخ تکامل انسان